# José Antonio Segurado García
José Antonio Segurado García (Barcelona, 23 de gener de 1938-Madrid, 16 de febrer de 2017) va ser un empresari i polític espanyol si bé en alguna entrevista s'autodefinia com "probablement el que he estat és un mediador d'assegurances". President d'Honor Fundador de CEIM, l'any 2010 va ser distingit amb la gran creu de l'Orde del Dos de Maig, la màxima distinció que concedeix la Comunitat de Madrid. Des de 2012 va formar part del Consell d'Administració d'Ebro Foods com a extern independent, conseller coordinador nomenament que va generar certa polèmica per tractar-se d'una empresa parcialment participada per la Societat Estatal de Participacions Industrials i relacionar el seu nomenament als seus vincles polítics.

## Biografia
Va participar en la creació, organització i direcció de les associacions empresarials madrilenyes: AEIM i CEIM, de les quals va ser fundador i president. En el cas de CEIM actualment és referit com a President d'Honor Fundador de CEIM. Representant a la patronal madrilenya, també va formar part del procés de fundació, desenvolupament i posterior direcció de la patronal espanyola, la CEOE.
En 1979, conjuntament amb Carles Ferrer Salat, negocien l'admissió d'un grup d'espanyols en la Comissió Trilateral, fundada i presidida per David Rockefeller per fomentar una major cooperació entre els Estats Units, Europa i Japó.
A les eleccions municipals espanyoles de 1983 Manuel Fraga li va plantejar sense èxit la possibilitat de ser candidat per AP-PDP a l'ajuntament de Madrid. Posteriorment va ser presidente del Partit Liberal i del seu grup parlamentari entre 1985 i 1989. En 1989 es converteix en Vicepresident del Partit Popular i del seu grup parlamentari fins a 1990, any en què abandona la política per raons personals.
En 2012, davant el que considera una "tímida resposta dels empresaris a l'aposta independentista catalana d'Artur Mas" realitza una sèrie de declaracions en diversos mitjans de comunicació. La patronal catalana va exigir a la directiva de CEOE que fos cessat dels seus càrrecs en l'organització.
El día 16 de febrer de 2017 el programa "El Cascabel" de 13TV contacta en directe amb Ana Galobart, la seva esposa, per confirmar el rumor que ja començava a circular sobre la seva defunció. En les hores posteriors gran nombre de mitjans es van fer ressò de la notícia així com feien un repàs de la rellevància del seu paper en termes d'associacionisme empresarial, activitat política i presència com a analista en mitjans de comunicació.

## Col·laboració en mitjans de comunicació
José Antonio Segurado participava en diversos mitjans de comunicació principalment com a col·laborador ocasional aportant la seva opinió sobre temes d'actualitat. Alguns dels mitjans en què col·laborava:
- Madrid Opina a Telemadrid.
- Así son las mañanas a COPE.
- 24 horas a RNE.
- No es un día cualquiera a RNE.
- Diari ABC[21]